# Schneider Kreuznach
Pour les articles homonymes, voir Schneider.
Schneider-Kreuznach est un fabricant d'optique basé à Bad Kreuznach, Allemagne.
Schneider-Kreuznach est le diminutif du nom de société Jos. Schneider Optische Werke GmbH, et est parfois appelé tout simplement Schneider. 

## Histoire
La société a été fondée le 18 janvier 1913 par Joseph Schneider sous le nom Optische Anstalt Jos. Schneider & Co. à Bad Kreuznach. La société a changé son nom en Jos. Schneider & Co., Optische Werke, Kreuznach en 1922, puis en Jos. Schneider Optische Werke GmbH en 1998.
En 1985, elle a acquis le fabricant de filtres B+W.

## Produits
La firme est particulièrement connue pour ses objectifs destinés aux chambres photographiques de grand format. Ils produisent aussi des objectifs à bascule et décentrement pour réflex de petit et moyen format, ainsi que des objectifs pour agrandisseur, pour prise de vue et projection cinématographique et pour vision industrielle.
Certains téléphones de marque LG (comme le LG New Chocolate (BL40)) ou tout récemment de marque BlackBerry (comme le Priv) et certains appareils photo numériques de marque Samsung et Kodak sont équipés d'optique de la marque Schneider-Kreuznach depuis qu'un accord a été passé avec ces deux marques.

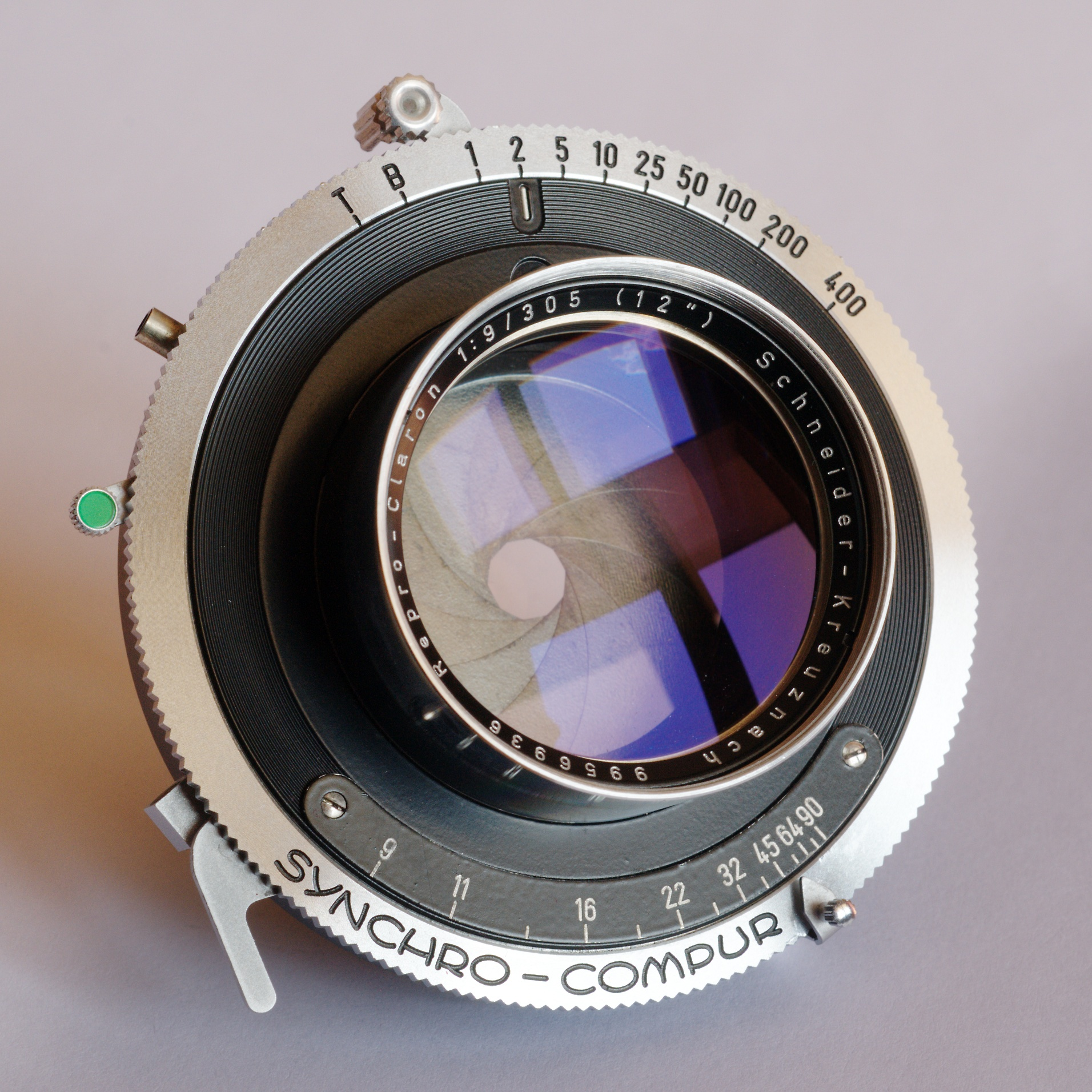
Objectif Schneider grand format des années 1960: Repro-Claron 1:9/305 mm.
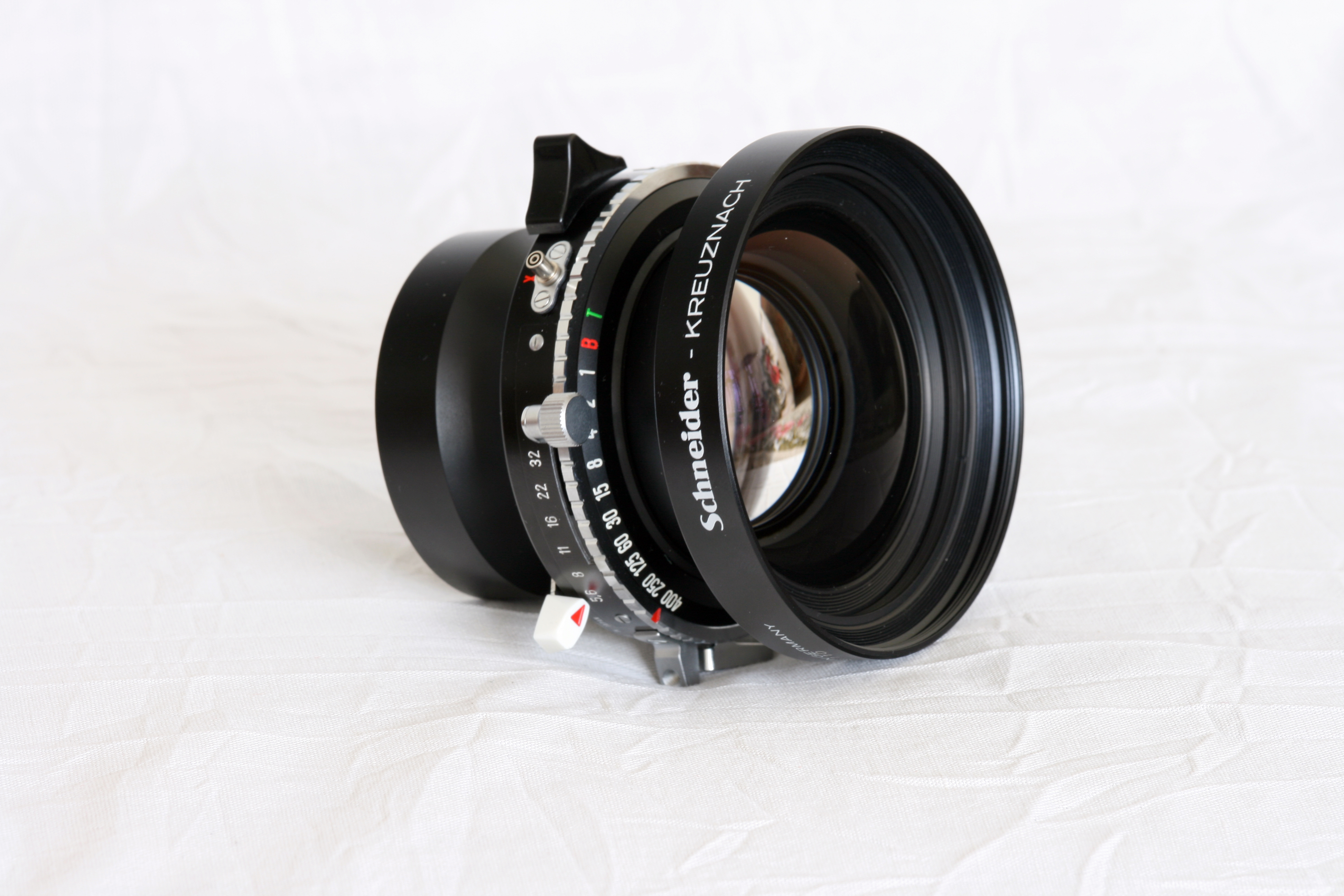
Objectif Schneider grand format récent: Symmar S 1:5,6/210 mm.
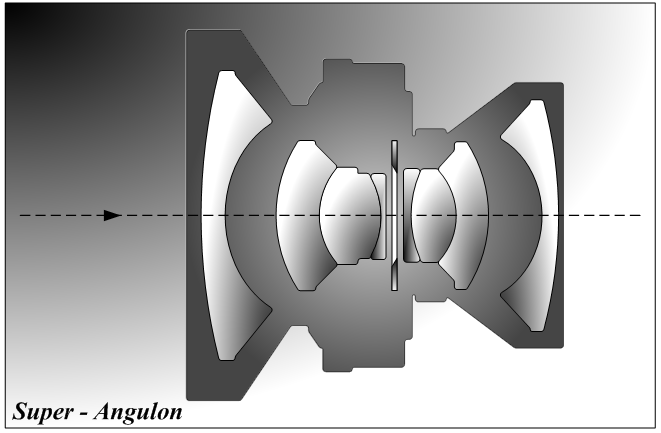
Schéma optique du Schneider Super-Angulon.
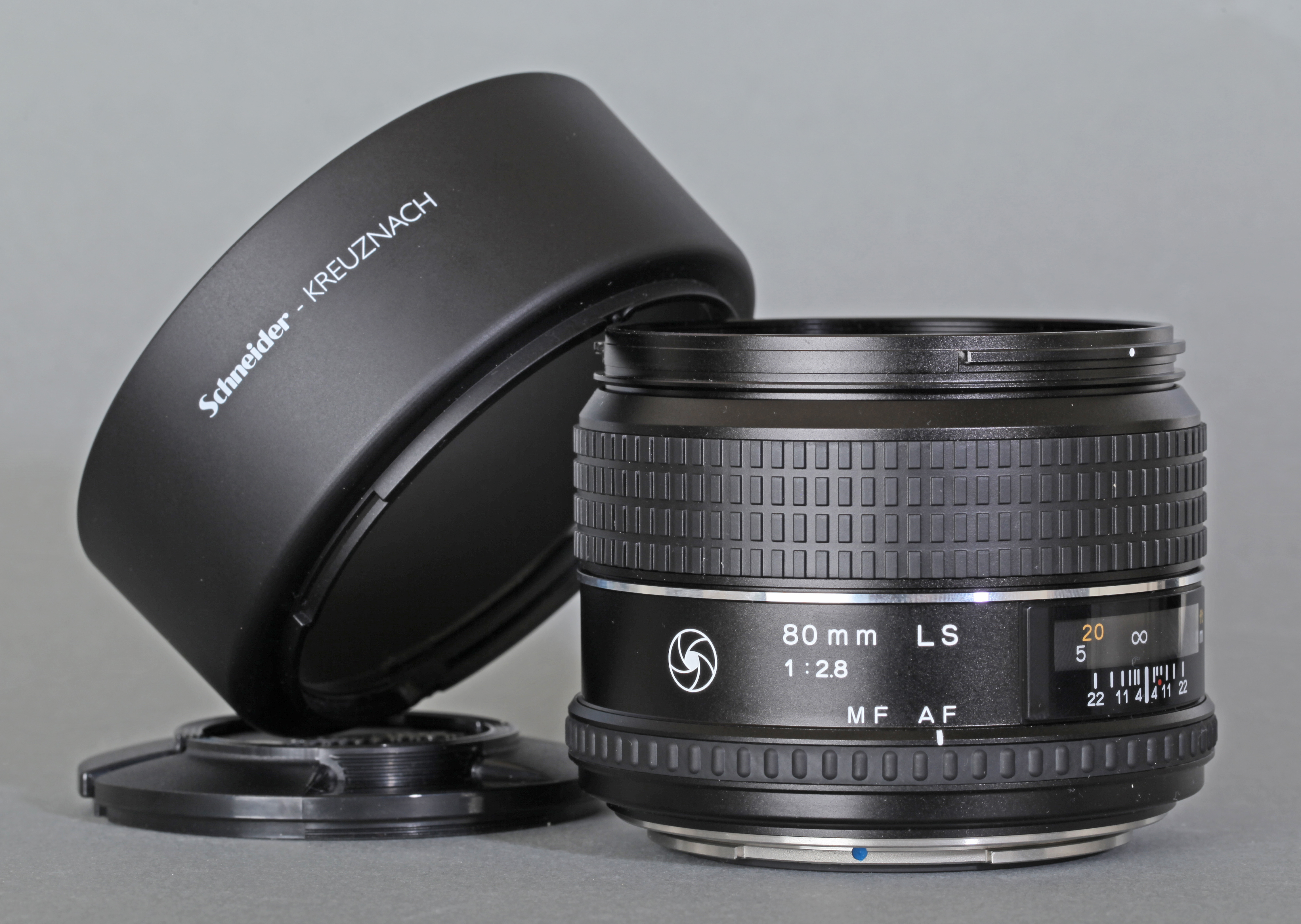
Objectif Schneider moyen format: LS 1:2,8/80 mm.
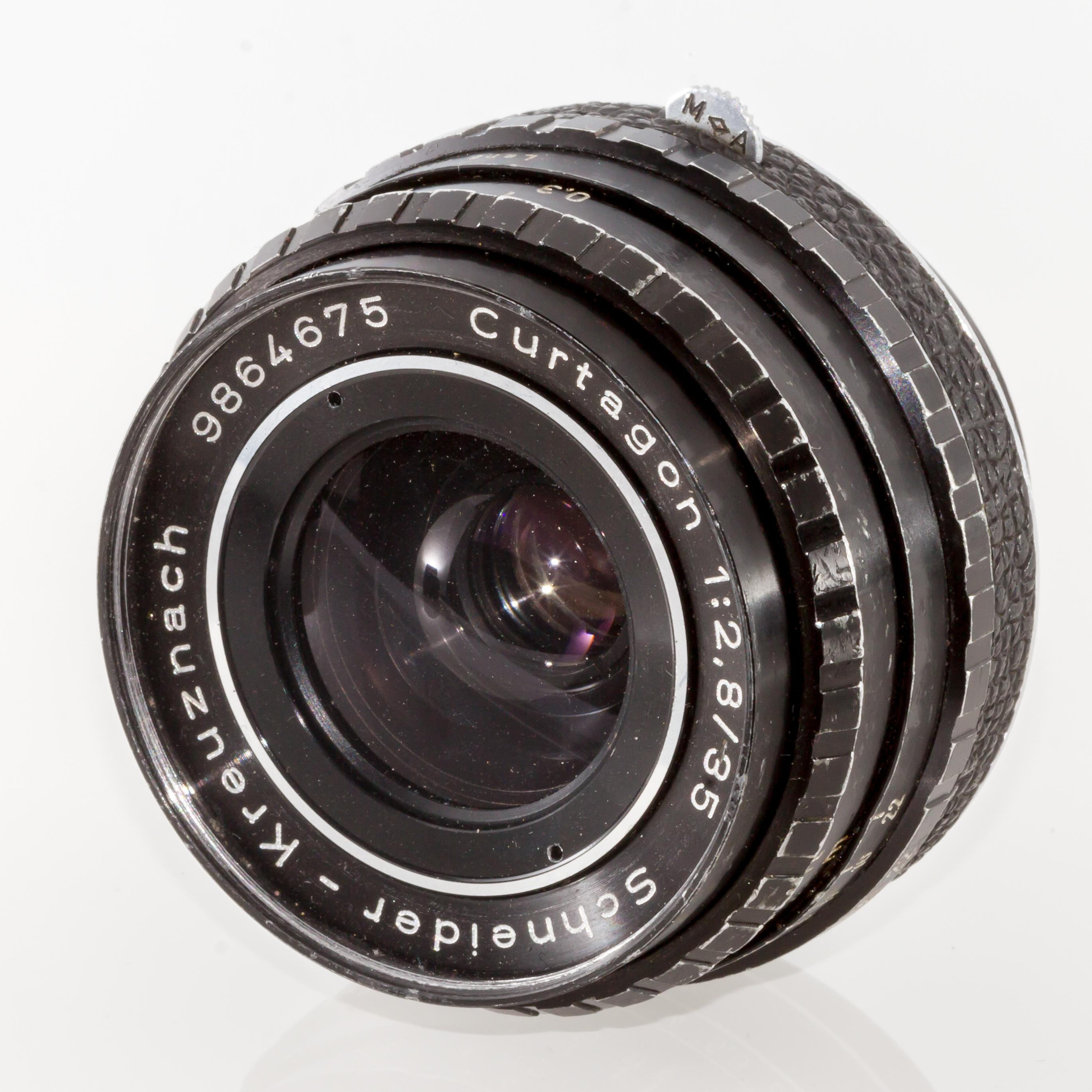
Objectif Schneider à semi grand angle: Curtagon 1:2,8/35 mm.
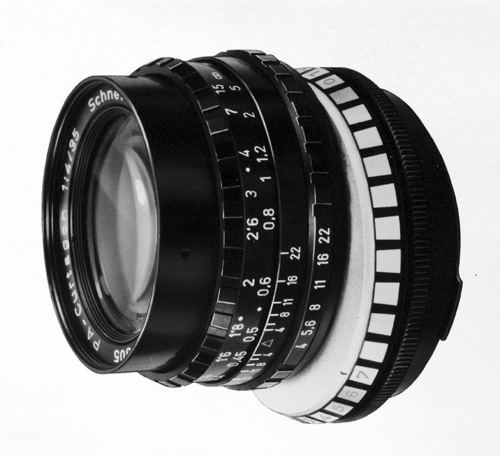
Objectif Schneider à décentrement: PA-Curtagon 1:4/35 mm.
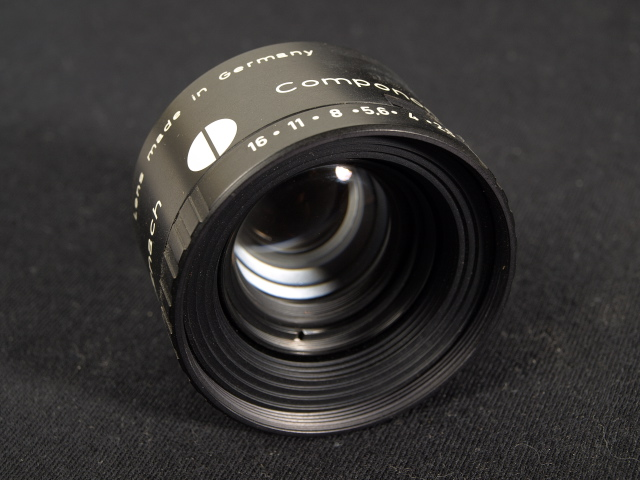
Objectif Schneider pour agrandisseur: Componon S 1:2,8/50 mm.
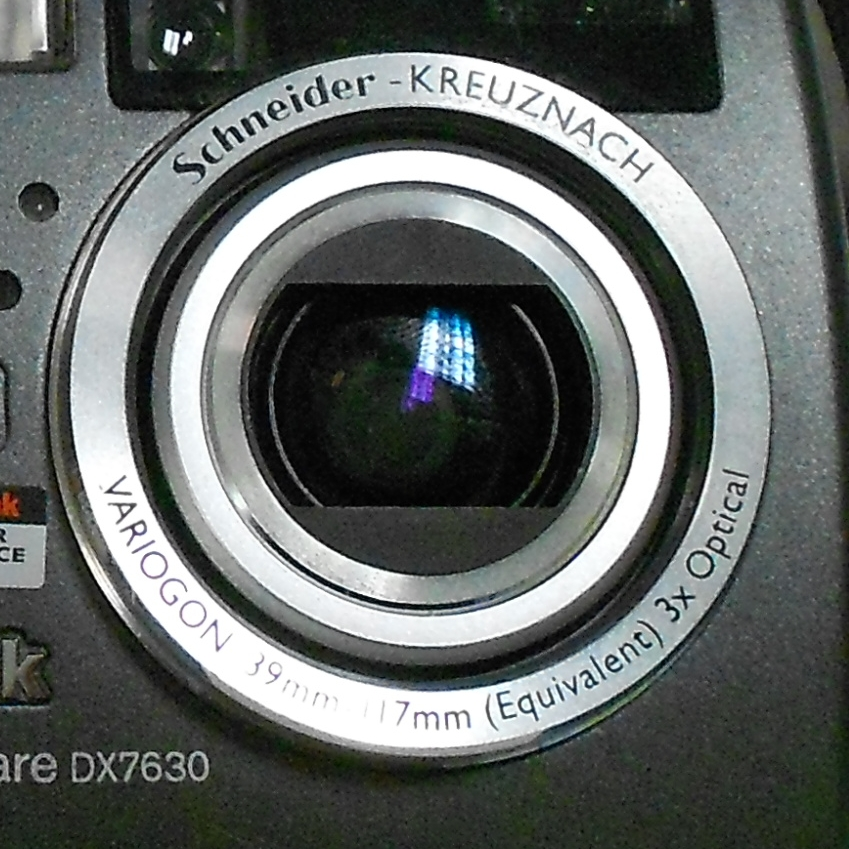
Objectif Schneider sur appareil Kodak Easyshare.